# Atlas maritime
Pour les articles homonymes, voir Atlas.
 (juin 2011).
Améliorez-le ou discutez des points à vérifier. 
Un atlas maritime est un recueil de cartes géographiques relatives aux océans, aux mers et aux zones côtières. La grande majorité des atlas présente des cartes de la terre avec les zones côtières et les mers comme limites. Les atlas maritimes se focalisent sur les espaces marins et côtiers, la terre étant la limite. Cette perspective inversée met en évidence les caractéristiques des mers. 
Il existe d'autres appellations courantes : Atlas des océans, atlas des mers, atlas côtier ou atlas marin[réf. souhaitée].

Carte d'un atlas maritime.

## Description
Les atlas maritimes peuvent couvrir la planète entière, seulement certains océans ou certaines mers, voire des espaces maritimes spécifiques nationaux ou locaux. 
Les thèmes abordés par ces atlas peuvent être très variables. Ils peuvent couvrir les sciences naturelles (biologie, chimie, physique, géologie, météorologie, hydrographie…), les sciences humaines et sociales (sociologie, économie, démographie, …) et/ou l'administration et gestion des mers (gouvernance, politiques, …).
Ces atlas maritimes peuvent être disponibles sur un support papier ou sous format électronique, dont certains sur le Web. Les systèmes d'information géographique (SIG) permettent d'organiser et de présenter des données alphanumériques spatialement référencées, ainsi que de produire des plans et des cartes. Certains atlas Web sont même dynamiques, c'est-à-dire que la page Web est générée à la demande, en fonction des interactions de l'utilisateur, par opposition à une page Web statique.

## Couverture géographique
Les atlas maritimes peuvent couvrir la planète entière, seulement certains océans ou certaines mers, voire des espaces maritimes spécifiques nationaux ou locaux. 

### Atlas maritimes mondiaux
Certains atlas maritimes couvrent l'ensemble des mers et océans de la planète entière. C'est le cas par exemple de l'Atlas des Océans des Nations unies, uniquement disponible en version anglaise sur internet.

### Atlas maritimes nationaux
Certains pays développent leur propre atlas couvrant leurs territoires marins ou côtiers. C'est le cas par exemple de l'Atlas côtier belge disponible sur le Web.

### Atlas maritimes régionaux
Certains atlas couvrent un continent ou un bassin maritime particulier. C'est le cas par exemple de l'Atlas maritime européen de la Commission européenne, également disponible sur le Web, qui couvre les mers au sein et autour de l'Europe (Océan Atlantique, Mer du Nord, Mer Baltique, Méditerranée, Mer Noire, Océan Arctique et les régions ultrapériphériques européennes). D'autres atlas couvrent des mers situées entre deux ou plusieurs pays. Par exemple, l'Atlas Transmanche couvre l'espace Manche situé entre la France et la Grande-Bretagne et l'Atlas Caraïbe couvre le bassin caraïbe, tous deux coordonnés par l'Université de Caen Basse-Normandie (France).

### Atlas maritimes locaux
Certains atlas présentent de manière détaillée une région côtière particulière, comme l'Atlas de la Lagune de Venise, disponible sur le Web et développé par la ville de Venise (Italie) en Italien et Anglais.

## Couverture thématique
Les thèmes abordés par ces atlas peuvent être très variables. Ils peuvent couvrir les sciences naturelles (biologie, chimie, physique, géologie, météorologie, hydrographie…), les sciences humaines et sociales (sociologie, économie, démographie, …) et/ou l'administration et gestion des mers (gouvernance, politiques, …).

### Sciences naturelles
Les atlas des mers peuvent présenter des cartes décrivant la nature biologique, chimique, physique, géologique, météorologique, hydrographique… des mers. Par exemple, l'Atlas maritime européen de la Commission européenne présente la concentration en chlorophylle et la température de surface des mers, la géologie et l'érosion côtière, la bathymétrie, la vitesse du vent, la hauteur de la houle, l'amplitude des marées, la montée du niveau des mers, l'hydrographie et les bassins versants, …

### Sciences humaines et sociales
Ces atlas peuvent également présenter des informations sur les spécificités socio-économiques et démographiques des côtes. L'Atlas maritime européen illustre par exemple la situation spécifique des zones côtières européennes en ce qui concerne le produit intérieur brut (PIB), la population active par secteur, la densité de population, l'évolution démographique, les caractéristiques d'âge, … Par ailleurs, certaines données relatives aux activités humaines et industrielles de la mer et des côtes peuvent être représentées. L'Atlas maritime européen montre par exemple les statistiques de transport maritime de passagers et de fret, la capacité touristique des régions côtières, ainsi que des statistiques liées à la pêche et l'aquaculture, en termes de capture, flotte, production, transformation, consommation, emploi, échanges commerciaux etc. 

### Administration et gestion
Enfin, les atlas des mers peuvent illustrer l'organisation administrative et les politiques de gestion des mers et des côtes. À titre d'exemple, l'Atlas maritime européen montre les régions couvertes par les conventions internationales de protection des mers, la localisation des navires et équipements européens anti-pollution, les zones marines protégées, les ouvrages de défense des côtes, les projets d'amélioration d'infrastructure de transport et d'énergie, les quotas de pêche par pays et par espèce pêchée, la distribution des fonds européens pour la pêche, …

## Support
Ces atlas maritimes peuvent être disponibles sur un support papier ou sous format électronique, dont certains sur le Web. Les systèmes d'information géographique (SIG) permettent d'organiser et de présenter des données alphanumériques spatialement référencées, ainsi que de produire des plans et des cartes. Certains atlas Web sont même dynamiques, c'est-à-dire que la page Web est générée à la demande, en fonction des interactions de l'utilisateur, par opposition à une page Web statique. 